# فيضة آل شامر

## فيضة آل شامرː
تقع فيضة آل شامر جنوب مدينة رماح بوسط المملكة العربية السعودية بمسافة تقارب 10كم، وهي واحدة من فياض العرمة، وتقع ضمن محمية الإمام عبد العزيز بن محمد الملكية، وتكون نقطة الوسط فيها تقريبا عند خط طول 47.127973 درجة شرقا ودائرة عرض 25.452223 درجة شمالا. وتتغذى فيضة آل شامر بمياه السيول من عدة شعاب قصيرة جدا تنحدر نحوها من اتجاه الشمال واتجاه الجنوب، بالإضافة إلى مياه السيول الزائدة من فيضة أم حجول، والتي تخرج منها عبر مجرى مائي رئيسي لتصب في فيضة آل شامر. وتظهر نتائج الزيارة الميدانية للفريق العلمي من المركز الوطني لتنمية الغطاء النباتي ومكافحة التصحر في الفترة من 12-16 فبراير 2023 بأنها فيضة صغيرة المساحة ومعظم أجزائها تخلو من النباتات، حيث تبلغ مساحتها حوالي 122 هكتار (1.22 كيلومترا مربعا)، وتبين للفريق من تحليل عينات التربة أن هذه الفيضة تتكون من تربة طينية-طميية، حيث تسود سطحها قشرة صلبة تمثل 58% من مساحتها، وعليه فإن التغطية النباتية فيها تكون فقط حوالي 42% من مساحتها. كما تبين من المسح الميداني بالعينة أثناء زيارة الفريق أن التركيبة النباتية فيها تتكون من نفل (67%) وجثجاث (26%) وخباز (3%) وحنباز (2%)، بالإضافة إلى بعض أشجار الطلح على أطراف الفيضة.